# Внутрішні води

Морські зони відповідно до міжнародного права

Вну́трішні во́ди — водна територія держави, за винятком територіальних вод. Відповідно до визначення Конвенції ООН з морського права до внутрішніх вод належать води, що знаходяться в сторону берега відносно базової лінії територіальних вод, за виключенням таких для держав-архіпелагів.
До внутрішніх вод належать: морські води, звернені в бік берегів від лінії, прийнятої для відрахування ширини територіальних вод, а також акваторії портів, води бухт, проток, лиманів і заток, води річок, озер та інших водойм, береги яких лежать у межах держави (або області, району чи іншої територіальної одиниці держави). 